# Rugby Europe International Championships 2024/25
Die Rugby Europe International Championships 2024/25 sind ein Rugby-Union-Wettbewerb für europäische Nationalmannschaften der zweiten und dritten Stärkeklasse, unterhalb der Six Nations. Es handelt sich um die 50. Auflage der Rugby-Union-Europameisterschaft. Beteiligt sind 35 Mannschaften, die in vier Divisionen aufgeteilt sind. Georgien verteidigte den Titel vom Vorjahr.
Die Mannschaften spielen über ein Jahr einmal gegen jeden Gegner. In der Rugby Europe Championship spielen acht Mannschaften in zwei Gruppen, die Rugby Europe Trophy umfasst sechs Mannschaften. Die Rugby Europe Conference ist in vier Gruppen mit je vier und eine Gruppe mit fünf Mannschaften eingeteilt. Wegen des Überfalls auf die Ukraine bleibt Russland zum dritten Mal in Folge von sämtlichen europäischen Wettbewerben ausgeschlossen.

## Modus
Das verwendete Punktesystem war wie folgt:
- 4 Punkte bei einem Sieg
- 2 Punkte bei einem Unentschieden
- 0 Punkte bei einer Niederlage
- 1 Bonuspunkt wenn eine Mannschaft in einem Spiel mindestens drei Versuche mehr erzielt als der Gegner
- 1 Bonuspunkt bei einer Niederlage mit sieben oder weniger Punkten Differenz
- 1 Bonuspunkt bei einem Grand Slam (Siege in allen Spielen)

## Rugby Europe Championship
Um den Absteiger in die Rugby Europe Trophy zu ermitteln, werden zusätzlich die Ergebnisse der Championship 2025/26 herangezogen. Die Ergebnisse zählen für die Qualifikation zur Weltmeisterschaft 2027.

### Gruppe A
|    | Land        | Spiele | Siege | Unent. | Ndlg. | Spiel- punkte | Diff. | Bonus- punkte | Tabellen- punkte |
| -- | ----------- | ------ | ----- | ------ | ----- | ------------- | ----- | ------------- | ---------------- |
| 1. | Georgien    | 3      | 3     | 0      | 0     | 212:39        | + 173 | 3             | 15               |
| 2. | Spanien     | 3      | 2     | 0      | 1     | 128:99        | + 59  | 2             | 10               |
| 2. | Niederlande | 3      | 1     | 0      | 2     | 104:93        | + 11  | 1             | 5                |
| 4. | Schweiz     | 3      | 0     | 0      | 3     | 13:226        | − 213 | 0             | 0                |

| 1. Februar 2025 16:00 GET | Georgien | 110 : 0        | Schweiz | Awtschala-Stadion, Tiflis Zuschauer: 3500 Schiedsrichter: Luis Fernández (Spanien) |
| 1. Februar 2025 16:00 GET | Versuche: Aprasidse (2) 4. erh., 56. erh. Kweseladse 16. erh. Dschaparidse 23. erh. Kachoidse 26. erh. Matkawa 28. erh. Iwanischwili (3) 40. erh., 51. erh., 64. erh. Tabuzadse (2) 47. erh., 67. n.erh. Apziauri (2) 59. erh., 71. erh. Spanderaschwili 62. erh. Schwangiradse 78. erh. Chaindarawa 80.+1 erh. Erhöhungen: Matkawa (8/8) Niniaschwili (7/8) | (42:0) Bericht |         | Awtschala-Stadion, Tiflis Zuschauer: 3500 Schiedsrichter: Luis Fernández (Spanien) |

| 2. Februar 2025 12:45 MEZ | Spanien | 53 : 24         | Niederlande | Estadio Nacional Complutense, Madrid Zuschauer: 7000 Schiedsrichter: Sam Grove-White (Schottland) |
| 2. Februar 2025 12:45 MEZ | Versuche: Strafversuch 14. Bay (2) 20. erh., 41. erh. Nieto 25. erh. Ovejero 33. erh. García Albó 60. erh. Erhöhungen: López Bontempo (5/5) Straftritte: López Bontempo (2/2) 12., 48. | (31:10) Bericht | Versuche: de Jong 30. erh. Fikken (2) 67. erh., 75. erh. Erhöhungen: Meijer (1/1) Weersma (2/2) Straftritte: Meijer (1/1) 6. | Estadio Nacional Complutense, Madrid Zuschauer: 7000 Schiedsrichter: Sam Grove-White (Schottland) |

| 8. Februar 2025 15:00 GET | Georgien | 40 : 7         | Niederlande                                         | Awtschala-Stadion, Tiflis Zuschauer: 2000 Schiedsrichter: Benoît Rousselet (Frankreich) |
| 8. Februar 2025 15:00 GET | Versuche: Kachoidse 9. erh. Lobschanidse 11. erh. Tabuzadse 36. n.erh. Mamaischwili 56. erh. Saginadse 64. erh. Dschawachia 69. erh. Erhöhungen: Matkawa (5/6) | (19:0) Bericht | Versuche: de Jong 79. erh. Erhöhungen: Meijer (1/1) | Awtschala-Stadion, Tiflis Zuschauer: 2000 Schiedsrichter: Benoît Rousselet (Frankreich) |

| 9. Februar 2025 14:00 MEZ | Schweiz                                                                            | 13 : 43        | Spanien | Stade Municipal, Yverdon-les-Bains Zuschauer: 3800 Schiedsrichter: Nicolae Fratila (Rumänien) |
| 9. Februar 2025 14:00 MEZ | Versuche: Lin 49. erh. Erhöhungen: Porcher (1/1) Straftritte: Perrod (2/2) 9., 31. | (6:21) Bericht | Versuche: Santamaria 4. erh. Bay (2) 19. erh., 62. n.erh. Cian 33. erh. Ariceta 43. erh. Imaz 70. n.erh. Casteglioni 75. n.erh. Erhöhungen: López Bontempo (4/7) Straftritte: López Bontempo (0/1) | Stade Municipal, Yverdon-les-Bains Zuschauer: 3800 Schiedsrichter: Nicolae Fratila (Rumänien) |

| 15. Februar 2025 13:00 MEZ | Niederlande | 73 : 0         | Schweiz | NRCA, Amsterdam Zuschauer: 2500 Schiedsrichter: Paulo Duarte (Portugal) |
| 15. Februar 2025 13:00 MEZ | Versuche: Sialau 3. erh. Raymond (2) 9. n.erh., 22. n.erh. Strafversuch 13. Salman 16. erh. Meijer 27. n.erh. Campbell (2) 35. erh., 48. n.erh. Hadinegoro (3) 35. erh., 38. n.erh., 42. n.erh. van Oord 54. n.erh. Coebergh 71. n.erh. Weersma 75. erh. Erhöhungen: Meijer (2/4) Weersma (1/6) Coebergh (1/1) | (46:0) Bericht |         | NRCA, Amsterdam Zuschauer: 2500 Schiedsrichter: Paulo Duarte (Portugal) |

| 16. Februar 2025 12:45 MEZ | Spanien | 32 : 62         | Georgien | Estadio Nacional Complutense, Madrid Zuschauer: 6000 Schiedsrichter: Eoghan Cross (Irland) |
| 16. Februar 2025 12:45 MEZ | Versuche: Arceta 10. erh. Foulds 51. erh. Cian 68. n.erh. Boronat 74. erh. Erhöhungen: Vineusa (1/1) Mateu (1/1) Aira (1/1) Straftritte: Vineusa (2/2) 22., 25. | (13:34) Bericht | Versuche: Spanderaschwili 5. n.erh. Lobschanidse 15. n.erh. Tabuzadse (2) 14. n.erh., 45. erh. Karikadse 26. erh. Dschaparidse 34. erh. Niniaschwili (3) 39. n.erh., 59. erh., 63. erh. Kwatadse 72. erh. Erhöhungen: Niniaschwili (2/6) Papunaschwili (4/4) | Estadio Nacional Complutense, Madrid Zuschauer: 6000 Schiedsrichter: Eoghan Cross (Irland) |

### Gruppe B
|    | Land        | Spiele | Siege | Unent. | Ndlg. | Spiel- punkte | Diff. | Bonus- punkte | Tabellen- punkte |
| -- | ----------- | ------ | ----- | ------ | ----- | ------------- | ----- | ------------- | ---------------- |
| 1. | Portugal    | 2      | 2     | 0      | 0     | 96:44         | + 52  | 2             | 10               |
| 2. | Rumänien    | 2      | 2     | 0      | 0     | 79:24         | + 55  | 1             | 9                |
| 3. | Belgien     | 2      | 0     | 0      | 2     | 44:71         | − 27  | 0             | 0                |
| 4. | Deutschland | 2      | 0     | 0      | 2     | 24:104        | − 80  | 0             | 0                |

| 31. Januar 2025 18:00 OEZ | Rumänien | 48 : 10         | Deutschland                                                                           | Stadionul Arcul de Triumf, Bukarest Zuschauer: 4200 Schiedsrichter: Franco Rosella (Italien) |
| 31. Januar 2025 18:00 OEZ | Versuche: Manole 28. erh. Gontineac 47. erh. Simonescu 51. erh. Chirică 59. erh. Strafversuch 64. Graure 78. erh. Erhöhungen: Conache (4/4) Rupanu (1/1) Straftritte: Conache (2/2) 20., 35. | (13:10) Bericht | Versuche: Marks 24. erh. Erhöhungen: Pretorius (1/1) Straftritte: Pretorius (1/2) 10. | Stadionul Arcul de Triumf, Bukarest Zuschauer: 4200 Schiedsrichter: Franco Rosella (Italien) |

| 1. Februar 2025 19:30 WEZ | Portugal | 40 : 30         | Belgien | Estádio do Restelo, Lissabon Zuschauer: 4000 Schiedsrichter: Schota Tewsadse (Georgien) |
| 1. Februar 2025 19:30 WEZ | Versuche: Moura (2) 2. erh., 56. erh. Marta (2) 9. erh., 47. erh. Pinto 27. n.erh. Rebelo 34. erh., Erhöhungen: Marques (5/6) | (26:20) Bericht | Versuche: Remue (2) 18. erh., 40. erh. Declercq 71. erh. Erhöhungen: De Franck (3/3) Straftritte: De Franck (3/3) 16., 24., 60. | Estádio do Restelo, Lissabon Zuschauer: 4000 Schiedsrichter: Schota Tewsadse (Georgien) |

| 8. Februar 2024 20:00 MEZ | Belgien                                                                | 14 : 31        | Rumänien | Stade Charles Tondreau, Mons Zuschauer: 5400 Schiedsrichter: Hollie Davidson (Schottland) |
| 8. Februar 2024 20:00 MEZ | Versuche: Torfs 13. erh. Decubber 64. erh. Erhöhungen: De Franck (2/2) | (7:10) Bericht | Versuche: Tiqe 34. erh. Gontineac 53. erh. Mitu 55. n.erh. Erhöhungen: Rupanu (2/3) Straftritte: Rupanu (3/3) 9., 47., 52. Conache (1/1) 77. | Stade Charles Tondreau, Mons Zuschauer: 5400 Schiedsrichter: Hollie Davidson (Schottland) |

| 9. Februar 2025 17:15 WEZ | Portugal | 56 : 14        | Deutschland                                                            | Estádio do Restelo, Lissabon Zuschauer: 7000 Schiedsrichter: Keane Davison (Irland) |
| 9. Februar 2025 17:15 WEZ | Versuche: Camacho (2) 10. erh., 20. erh. Martins (2) 36. erh., 40. erh. Ruiz 40.+1 erh. Bento (2) 42. erh., 67. erh. Vareiro 72. erh. Erhöhungen: Moura (7/7) Storti (1/1) | (35:0) Bericht | Versuche: Ball 62. erh. Lammers 80.+1 erh. Erhöhungen: Pretorius (2/2) | Estádio do Restelo, Lissabon Zuschauer: 7000 Schiedsrichter: Keane Davison (Irland) |

| 15. Februar 2025 17:00 OEZ | Rumänien                            | 6 : 34         | Portugal | Stadionul Municipal, Botoșani Zuschauer: 3000 Schiedsrichter: Ludovic Cayre (Frankreich) |
| 15. Februar 2025 17:00 OEZ | Straftritte: Conache (2/2) 22., 55. | (3:12) Bericht | Versuche: Storti 15. n.erh. Begić 32. erh. Martins 44. erh. Vareiro 66. n.erh. Baptista 80. erh. Erhöhungen: Marques (2/4) Vareiro (1/1) Straftritte: Martins (1/1) 61. | Stadionul Municipal, Botoșani Zuschauer: 3000 Schiedsrichter: Ludovic Cayre (Frankreich) |

| 16. Februar 2025 15:30 MEZ | Deutschland                                                                      | 19 : 39        | Belgien | Auestadion, Kassel Zuschauer: 5500 Schiedsrichter: Saba Abulaschwili (Georgien) |
| 16. Februar 2025 15:30 MEZ | Versuche: Wolf 49. erh. Ball 76. erh. McDonald 80. n.erh. Erhöhungen: Wolf (2/3) | (0:18) Bericht | Versuche: Cornez 16. n.erh. Geraghty 40. erh. Bastin 46. erh. Berguet 50. erh. Montoisy 68. erh. Erhöhungen: De Franck (4/5) Straftritte: De Franck (2/2) 10., 24. | Auestadion, Kassel Zuschauer: 5500 Schiedsrichter: Saba Abulaschwili (Georgien) |

### K.-o.-Runde um Europameistertitel
Halbfinale
| 1. März 2025 15:30 WEZ | Portugal | 31 : 42         | Spanien | Estádio Nacional, Oeiras Zuschauer: 6500 Schiedsrichter: Adam Jones (Wales) |
| 1. März 2025 15:30 WEZ | Versuche: Rodrigues (2) 13. erh., 66. erh. Storti 35. erh. Andrade 76. erh. Erhöhungen: Vareiro (2/2) Aubry (2/2) Straftritte: Vareiro (1/1) 27. | (17:23) Bericht | Versuche: Nieto 6. erh. Minguillon (2) 20. erh., 45. erh. Erhöhungen: López Bontempo (3/3) Straftritte: López Bontempo (7/7) 9., 23., 40.+1, 50., 58., 69., 74. | Estádio Nacional, Oeiras Zuschauer: 6500 Schiedsrichter: Adam Jones (Wales) |

| 2. März 2025 15:00 GET | Georgien | 43 : 5         | Rumänien                       | Awtschala-Stadion, Tiflis Zuschauer: 2975 Schiedsrichter: Peter Martin (Irland) |
| 2. März 2025 15:00 GET | Versuche: Todua 7. n.erh. Tabuzadse 19. n.erh. Babunaschwili 23. erh. Aprasidse 26. erh. Kachoidse 31. n.erh. Achaladse 55. erh. Kweseladse 67. erh. Erhöhungen: Matkawa (4/7) | (29:0) Bericht | Versuche: Conache 80.+1 n.erh. | Awtschala-Stadion, Tiflis Zuschauer: 2975 Schiedsrichter: Peter Martin (Irland) |

Spiel um Platz 3
| 16. März 2025 15:00 WEZ | Portugal                                               | 7 : 21         | Rumänien | Estádio Nacional, Oeiras Zuschauer: 600 Schiedsrichter: Saba Abulaschwili (Georgien) |
| 16. März 2025 15:00 WEZ | Versuche: Mascarenhas 69. erh. Erhöhungen: Moura (1/1) | (0:18) Bericht | Versuche: Immelman 19. erh. Boboc 39. n.erh. Erhöhungen: Conache (1/2) Straftritte: Conache (3/3) 12., 29., 66. | Estádio Nacional, Oeiras Zuschauer: 600 Schiedsrichter: Saba Abulaschwili (Georgien) |

Finale
| 16. März 2025 15:00 GET | Georgien | 46 : 28         | Spanien | Micheil-Meschi-Stadion, Tiflis Zuschauer: 14.900 Schiedsrichter: Federico Vedovelli (Italien) |
| 16. März 2025 15:00 GET | Versuche: Karkadse (2) 23. n.erh., 35. n.erh. Tabuzadse (2) 38. erh., 74. n.erh. Abuladse (2) 46. erh., 50. n.erh. Lobschanidse 67. erh. Erhöhungen: Panunaschwili (3/5) | (17:16) Bericht | Versuche: Cian 26. erh. Nieto 71. n.erh. López Bontempo 80.+1 erh. Erhöhungen: López Bontempo (2/3) Straftritte: López Bontempo (3/4) 5., 19., 40.+3 | Micheil-Meschi-Stadion, Tiflis Zuschauer: 14.900 Schiedsrichter: Federico Vedovelli (Italien) |

### K.-o.-Runde um Platz 5 bis 8
Halbfinale
| 1. März 2025 13:00 MEZ | Niederlande | 38 : 9        | Deutschland                                  | NRCA, Amsterdam Zuschauer: 2500 Schiedsrichter: Schota Tewsadse (Georgien) |
| 1. März 2025 13:00 MEZ | Versuche: Raymond 40. n.erh. Hadinegoro 45. erh. Koen Bloemen 52. erh. Egberts 66. erh. Coeberg 72. erh. Verplancke 76. erh. Erhöhungen: Meijer (4/6) | (5:6) Bericht | Straftritte: Klewinghaus (3/3) 29., 33., 43. | NRCA, Amsterdam Zuschauer: 2500 Schiedsrichter: Schota Tewsadse (Georgien) |

| 1. März 2025 20:00 MEZ | Belgien | 38 : 5         | Schweiz                          | Stade du Pachy, Waterloo Zuschauer: 1500 Schiedsrichter: Alex Frasson (Italien) |
| 1. März 2025 20:00 MEZ | Versuche: De Francq 9. erh. Torfs 16. erh. Raynier 23. erh. Soenen (2) 26. erh., 69. erh. Rassinfosse 55. n.erh. Erhöhungen: De Francq (4/5) | (28:0) Bericht | Versuche: Jegerlehner 58. n.erh. | Stade du Pachy, Waterloo Zuschauer: 1500 Schiedsrichter: Alex Frasson (Italien) |

Spiel um Platz 7
| 15. März 2025 15:45 MEZ | Deutschland                                                                                                 | 17 : 20        | Schweiz | Fritz-Grunebaum-Sportpark, Heidelberg Zuschauer: 1200 Schiedsrichter: Mike English (Wales) |
| 15. März 2025 15:45 MEZ | Versuche: McDonald 10. erh. Bülow 37. erh. Erhöhungen: Klewinghaus (2/2) Straftritte: Klewinghaus (1/3) 53. | (14:3) Bericht | Versuche: Nelson-Murray 45. erh. McCarthy 76. erh. Erhöhungen: Perrod (2/2) Straftritte: Perrod (1/1) 20. Dropgoals: Porcher (1/1) 80.+2 | Fritz-Grunebaum-Sportpark, Heidelberg Zuschauer: 1200 Schiedsrichter: Mike English (Wales) |

Spiel um Platz 5
| 15. März 2025 13:00 MEZ | Niederlande                                      | 10 : 31        | Belgien | NRCA, Amsterdam Zuschauer: 4500 Schiedsrichter: Jérémy Rozier (Frankreich) |
| 15. März 2025 13:00 MEZ | Versuche: Ruijgrok 40. n.erh. Coetzee 54. n.erh. | (5:24) Bericht | Versuche: Soenen 4. erh. Hendrickx 14. erh. Torfs 35. erh. Remue 51. erh. Erhöhungen: De Francq (4/4) Straftritte: De Francq (1/2) 29. | NRCA, Amsterdam Zuschauer: 4500 Schiedsrichter: Jérémy Rozier (Frankreich) |

### Endplatzierung
|    | Land        |
| -- | ----------- |
| 1. | Georgien    |
| 2. | Spanien     |
| 3. | Rumänien    |
| 4. | Portugal    |
| 5. | Belgien     |
| 6. | Niederlande |
| 7. | Schweiz     |
| 8. | Deutschland |

## Rugby Europe Trophy
|    | Land       | Spiele | Siege | Unent. | Ndlg. | Spiel- punkte | Diff. | Bonus- punkte | Tabellen- punkte |
| -- | ---------- | ------ | ----- | ------ | ----- | ------------- | ----- | ------------- | ---------------- |
| 1. | Polen      | 5      | 5     | 0      | 0     | 182:90        | + 92  | 2             | 22               |
| 2. | Schweden   | 5      | 4     | 0      | 1     | 192:113       | + 79  | 2             | 18               |
| 3. | Tschechien | 5      | 3     | 0      | 2     | 164:89        | + 75  | 4             | 16               |
| 4. | Kroatien   | 5      | 1     | 1      | 3     | 147:203       | − 56  | 0             | 6                |
| 5. | Litauen    | 5      | 1     | 0      | 4     | 105:182       | − 77  | 1             | 5                |
| 6. | Luxemburg  | 5      | 0     | 1      | 4     | 95:208        | − 113 | 0             | 2                |

| 26. Oktober 2024 14:00 OESZ | Litauen         | 47 : 20 | Luxemburg | Šiauliai Rugby Academy, Šiauliai Schiedsrichter: Adrian Pawlik (Polen) |
| 26. Oktober 2024 14:00 OESZ | (20:10) Bericht |         |           | Šiauliai Rugby Academy, Šiauliai Schiedsrichter: Adrian Pawlik (Polen) |

| 26. Oktober 2024 14:00 MESZ | Schweden      | 22 : 16 | Tschechien | Trelleborg Rugby Arena, Trelleborg Zuschauer: 600 Schiedsrichter: Andrei Gheorghe (Rumänien) |
| 26. Oktober 2024 14:00 MESZ | (5:8) Bericht |         |            | Trelleborg Rugby Arena, Trelleborg Zuschauer: 600 Schiedsrichter: Andrei Gheorghe (Rumänien) |

| 2. November 2024 14:00 OEZ | Litauen        | 19 : 46 | Schweden | Šiauliai Rugby Academy, Šiauliai Zuschauer: 300 Schiedsrichter: Francisco Serra (Portugal) |
| 2. November 2024 14:00 OEZ | (7:25) Bericht |         |          | Šiauliai Rugby Academy, Šiauliai Zuschauer: 300 Schiedsrichter: Francisco Serra (Portugal) |

| 9. November 2024 14:00 MEZ | Tschechien      | 49 : 26 | Kroatien | Markéta-Stadion, Prag Zuschauer: 500 Schiedsrichter: Adèle Robert (Belgien) |
| 9. November 2024 14:00 MEZ | (27:19) Bericht |         |          | Markéta-Stadion, Prag Zuschauer: 500 Schiedsrichter: Adèle Robert (Belgien) |

| 16. November 2024 14:00 MEZ | Kroatien      | 31 : 42 | Schweden | Stadion Lučko, Zagreb Zuschauer: 300 Schiedsrichter: Maria Latos (Deutschland) |
| 16. November 2024 14:00 MEZ | (0:0) Bericht |         |          | Stadion Lučko, Zagreb Zuschauer: 300 Schiedsrichter: Maria Latos (Deutschland) |

| 16. November 2024 16:00 MEZ | Polen          | 40 : 13 | Litauen | Narodowy Stadion Rugby, Gdynia Zuschauer: 1500 Schiedsrichter: Edwin van der Speek (Niederlande) |
| 16. November 2024 16:00 MEZ | (26:8) Bericht |         |         | Narodowy Stadion Rugby, Gdynia Zuschauer: 1500 Schiedsrichter: Edwin van der Speek (Niederlande) |

| 23. November 2024 14:00 MEZ | Kroatien        | 32 : 23 | Litauen | Stadion Lučko, Zagreb Zuschauer: 200 Schiedsrichter: Eugeniu Procop (Moldau) |
| 23. November 2024 14:00 MEZ | (15:15) Bericht |         |         | Stadion Lučko, Zagreb Zuschauer: 200 Schiedsrichter: Eugeniu Procop (Moldau) |

| 23. November 2024 20:15 MEZ | Tschechien    | 15 : 22 | Polen | Markéta-Stadion, Prag Zuschauer: 200 Schiedsrichter: Papuna Tschikaberidse (Georgien) |
| 23. November 2024 20:15 MEZ | (8:9) Bericht |         |       | Markéta-Stadion, Prag Zuschauer: 200 Schiedsrichter: Papuna Tschikaberidse (Georgien) |

| 30. November 2024 18:00 MEZ | Luxemburg       | 31 : 31 | Kroatien | Stade de Luxembourg, Luxemburg Zuschauer: 1000 Schiedsrichter: Phila Bitterhout (Niederlande) |
| 30. November 2024 18:00 MEZ | (21:19) Bericht |         |          | Stade de Luxembourg, Luxemburg Zuschauer: 1000 Schiedsrichter: Phila Bitterhout (Niederlande) |

| 22. Februar 2025 16:00 MEZ | Polen           | 58 : 27 | Kroatien | Narodowy Stadion Rugby, Gdynia Zuschauer: 1500 Schiedsrichter: Iñigo Atorrasagasti (Spanien) |
| 22. Februar 2025 16:00 MEZ | (32:10) Bericht |         |          | Narodowy Stadion Rugby, Gdynia Zuschauer: 1500 Schiedsrichter: Iñigo Atorrasagasti (Spanien) |

| 8. März 2025 14:00 MEZ | Tschechien     | 40 : 16 | Luxemburg | Markéta-Stadion, Prag Zuschauer: 300 Schiedsrichter: Diogo Miranda (Portugal) |
| 8. März 2025 14:00 MEZ | (17:7) Bericht |         |           | Markéta-Stadion, Prag Zuschauer: 300 Schiedsrichter: Diogo Miranda (Portugal) |

| 29. März 2025 14:00 OEZ | Litauen        | 3 : 44 | Tschechien | Šiauliai Rugby Academy, Šiauliai Zuschauer: 500 Schiedsrichter: Ethan Glass (Schweiz) |
| 29. März 2025 14:00 OEZ | (3:10) Bericht |        |            | Šiauliai Rugby Academy, Šiauliai Zuschauer: 500 Schiedsrichter: Ethan Glass (Schweiz) |

| 29. März 2025 18:00 MEZ | Luxemburg      | 18 : 57 | Schweden | Stade de Luxembourg, Luxemburg Zuschauer: 1100 Schiedsrichter: Saba Macharadse (Georgien) |
| 29. März 2025 18:00 MEZ | (6:24) Bericht |         |          | Stade de Luxembourg, Luxemburg Zuschauer: 1100 Schiedsrichter: Saba Macharadse (Georgien) |

| 5. April 2025 18:00 MESZ | Luxemburg      | 10 : 33 | Polen | Stade de Luxembourg, Luxemburg Zuschauer: 900 Schiedsrichter: Eki Fanlo (Spanien) |
| 5. April 2025 18:00 MESZ | (10:6) Bericht |         |       | Stade de Luxembourg, Luxemburg Zuschauer: 900 Schiedsrichter: Eki Fanlo (Spanien) |

| 12. April 2025 15:00 MESZ | Schweden        | 25 : 29 | Polen | Trelleborg Rugby Arena, Trelleborg Zuschauer: 850 Schiedsrichter: Nicolae Fratila (Rumänien) |
| 12. April 2025 15:00 MESZ | (13:12) Bericht |         |       | Trelleborg Rugby Arena, Trelleborg Zuschauer: 850 Schiedsrichter: Nicolae Fratila (Rumänien) |

## Rugby Europe Conference

### Gruppe A
|    | Land     | Spiele | Siege | Unent. | Ndlg. | Spiel- punkte | Diff. | Bonus- punkte | Tabellen- punkte |
| -- | -------- | ------ | ----- | ------ | ----- | ------------- | ----- | ------------- | ---------------- |
| 1. | Dänemark | 4      | 4     | 0      | 0     | 192:16        | + 176 | 3             | 19               |
| 2. | Finnland | 4      | 3     | 0      | 1     | 221:76        | + 145 | 2             | 14               |
| 3. | Lettland | 4      | 2     | 0      | 2     | 127:52        | + 75  | 3             | 11               |
| 4. | Norwegen | 4      | 1     | 0      | 3     | 93:159        | − 66  | 1             | 5                |
| 5. | Estland  | 4      | 0     | 0      | 4     | 15:345        | − 330 | 0             | 0                |

| 5. Oktober 2024 15:00 MESZ | Dänemark       | 42 : 0 | Finnland | Erritsø Rugby Club, Fredericia Zuschauer: 600 Schiedsrichter: oshua Jahn (Deutschland) |
| 5. Oktober 2024 15:00 MESZ | (10:0) Bericht |        |          | Erritsø Rugby Club, Fredericia Zuschauer: 600 Schiedsrichter: oshua Jahn (Deutschland) |

| 12. Oktober 2024 14:00 OESZ | Estland        | 0 : 105 | Dänemark | Estonian National Cricket and Rugby Field, Tallinn Zuschauer: 150 Schiedsrichter: Romain Rouzairol (Norwegen) |
| 12. Oktober 2024 14:00 OESZ | (0:31) Bericht |         |          | Estonian National Cricket and Rugby Field, Tallinn Zuschauer: 150 Schiedsrichter: Romain Rouzairol (Norwegen) |

| 19. Oktober 2024 15:00 OESZ | Finnland       | 81 : 10 | Norwegen | Hakunila-Sportpark, Vantaa Zuschauer: 250 Schiedsrichter: Vlad Ilnitskyi (Ukraine) |
| 19. Oktober 2024 15:00 OESZ | (40:5) Bericht |         |          | Hakunila-Sportpark, Vantaa Zuschauer: 250 Schiedsrichter: Vlad Ilnitskyi (Ukraine) |

| 26. Oktober 2024 14:00 MESZ | Norwegen        | 19 : 36 | Lettland | Leikvang-Stadion, Bergen Zuschauer: 150 Schiedsrichter: Eki Fanlo (Spanien) |
| 26. Oktober 2024 14:00 MESZ | (12:12) Bericht |         |          | Leikvang-Stadion, Bergen Zuschauer: 150 Schiedsrichter: Eki Fanlo (Spanien) |

| 2. November 2024 14:00 OEZ | Lettland       | 62 : 0 | Estland | Kalevi Keskstaadion, Tallinn Zuschauer: 150 Schiedsrichter: Victor Lungu (Moldau) |
| 2. November 2024 14:00 OEZ | (38:0) Bericht |        |         | Kalevi Keskstaadion, Tallinn Zuschauer: 150 Schiedsrichter: Victor Lungu (Moldau) |

| 19. April 2025 15:00 MESZ | Dänemark       | 13 : 10 | Lettland | Erritsø Rugby Club, Fredericia Zuschauer: 500 Schiedsrichter: Diogo Inacio (Portugal) |
| 19. April 2025 15:00 MESZ | (10:3) Bericht |         |          | Erritsø Rugby Club, Fredericia Zuschauer: 500 Schiedsrichter: Diogo Inacio (Portugal) |

| 26. April 2025 15:00 OESZ | Lettland      | 19 : 20 | Finnland | Baldone Stadium, Baldone Zuschauer: 150 Schiedsrichter: Nikola Zachariev (Tschechien) |
| 26. April 2025 15:00 OESZ | (5:6) Bericht |         |          | Baldone Stadium, Baldone Zuschauer: 150 Schiedsrichter: Nikola Zachariev (Tschechien) |

| 3. Mai 2025 14:30 OESZf | Estland        | 10 : 58 | Norwegen | Estonian National Cricket and Rugby Field, Tallinn Zuschauer: 100 Schiedsrichter: Nathanael Legras (Belgien) |
| 3. Mai 2025 14:30 OESZf | (5:34) Bericht |         |          | Estonian National Cricket and Rugby Field, Tallinn Zuschauer: 100 Schiedsrichter: Nathanael Legras (Belgien) |

| 10. Mai 2025 12:00 OESZ | Estland        | 5 : 120 | Finnland | Kalevi Keskstaadion, Tallinn Zuschauer: 100 Schiedsrichter: Thomas Semin (Monaco) |
| 10. Mai 2025 12:00 OESZ | (5:40) Bericht |         |          | Kalevi Keskstaadion, Tallinn Zuschauer: 100 Schiedsrichter: Thomas Semin (Monaco) |

| 10. Mai 2025 14:30 MESZ | Norwegen      | 6 : 32 | Dänemark | Horten Rugby Club. Horten Zuschauer: 100 Schiedsrichter: Samuel Grando (Schweiz) |
| 10. Mai 2025 14:30 MESZ | (6:3) Bericht |        |          | Horten Rugby Club. Horten Zuschauer: 100 Schiedsrichter: Samuel Grando (Schweiz) |

### Gruppe B
|    | Land       | Spiele | Siege | Unent. | Ndlg. | Spiel- punkte | Diff. | Bonus- punkte | Tabellen- punkte |
| -- | ---------- | ------ | ----- | ------ | ----- | ------------- | ----- | ------------- | ---------------- |
| 1. | Ukraine    | 2      | 2     | 0      | 0     | 221:23        | + 198 | 2             | 10               |
| 2. | Österreich | 2      | 2     | 0      | 0     | 156:15        | + 141 | 2             | 10               |
| 3. | Ungarn     | 3      | 1     | 0      | 2     | 73:141        | − 68  | 1             | 5                |
| 4. | Slowakei   | 3      | 0     | 0      | 3     | 32:303        | − 271 | 0             | 0                |

| 21. September 2024 15:00 MESZ | Ungarn          | 12 : 39 | Österreich | Széktói Stadion, Kecskemét Zuschauer: 200 Schiedsrichter: Andrei Ballok (Rumänien) |
| 21. September 2024 15:00 MESZ | (12:14) Bericht |         |            | Széktói Stadion, Kecskemét Zuschauer: 200 Schiedsrichter: Andrei Ballok (Rumänien) |

| 26. Oktober 2024 14:00 MESZ | Slowakei       | 16 : 51 | Ungarn | PFK Piešťany, Piešťany Zuschauer: 300 Schiedsrichter: Paul Warman (Deutschland) |
| 26. Oktober 2024 14:00 MESZ | (9:19) Bericht |         |        | PFK Piešťany, Piešťany Zuschauer: 300 Schiedsrichter: Paul Warman (Deutschland) |

| 9. November 2024 14:00 MEZ | Ukraine         | 135 : 13 | Slowakei | Štadiium PFK Piešťany, Piešťany Zuschauer: 200 Schiedsrichter: Philip Manolopoulos (Österreich) |
| 9. November 2024 14:00 MEZ | (62:10) Bericht |          |          | Štadiium PFK Piešťany, Piešťany Zuschauer: 200 Schiedsrichter: Philip Manolopoulos (Österreich) |

| 12. April 2024 15:00 MESZ | Ungarn         | 10 : 86 | Ukraine | Budapest Rugby Center, Budapest Zuschauer: 500 Schiedsrichter: Pedro Mendes Silva (Portugal) |
| 12. April 2024 15:00 MESZ | (3:43) Bericht |         |         | Budapest Rugby Center, Budapest Zuschauer: 500 Schiedsrichter: Pedro Mendes Silva (Portugal) |

| 26. April 2024 17:00 MESZ | Ukraine | abgesagt | Österreich | Narodowy Stadion Rugby, Gdynia |
| 26. April 2024 17:00 MESZ |         |          |            | Narodowy Stadion Rugby, Gdynia |

| 3. Mai 2025 14:00 MESZ | Österreich     | 117 : 3 | Slowakei | Sepp-Doll-Stadion, Krems an der Donau Zuschauer: 630 Schiedsrichter: Diogo Grippa (Belgien) |
| 3. Mai 2025 14:00 MESZ | (56:4) Bericht |         |          | Sepp-Doll-Stadion, Krems an der Donau Zuschauer: 630 Schiedsrichter: Diogo Grippa (Belgien) |

### Gruppe C
|    | Land      | Spiele | Siege | Unent. | Ndlg. | Spiel- punkte | Diff. | Bonus- punkte | Tabellen- punkte |
| -- | --------- | ------ | ----- | ------ | ----- | ------------- | ----- | ------------- | ---------------- |
| 1. | Moldau    | 3      | 2     | 0      | 1     | 91:34         | + 57  | 3             | 11               |
| 2. | Serbien   | 3      | 2     | 0      | 1     | 75:71         | + 4   | 1             | 9                |
| 3. | Türkei    | 3      | 1     | 0      | 2     | 74:71         | − 7   | 1             | 5                |
| 4. | Bulgarien | 3      | 1     | 0      | 2     | 56:110        | − 54  | 0             | 4                |

| 28. September 2024 12:00 OESZ | Moldau         | 43 : 13 | Türkei | Dinamo-Stadion, Chișinău Zuschauer: 600 Schiedsrichter: Emmanuel Jacques (Dänemark) |
| 28. September 2024 12:00 OESZ | (12:6) Bericht |         |        | Dinamo-Stadion, Chișinău Zuschauer: 600 Schiedsrichter: Emmanuel Jacques (Dänemark) |

| 5. Oktober 2024 14:00 MEZ | Serbien       | 3 : 31 | Moldau | Stadion FK Železnik, Belgrad Zuschauer: 100 Schiedsrichter: Vaidotas Girdvainis (Litauen) |
| 5. Oktober 2024 14:00 MEZ | (3:5) Bericht |        |        | Stadion FK Železnik, Belgrad Zuschauer: 100 Schiedsrichter: Vaidotas Girdvainis (Litauen) |

| 5. Oktober 2024 15:00 TRT | Türkei         | 49 : 10 | Bulgarien | Stadion FK Železnik, Belgrad Zuschauer: 300 Schiedsrichter: Schota Zagareischwili (Georgien) |
| 5. Oktober 2024 15:00 TRT | (20:3) Bericht |         |           | Stadion FK Železnik, Belgrad Zuschauer: 300 Schiedsrichter: Schota Zagareischwili (Georgien) |

| 12. April 2025 14:00 TRT | Türkei         | 12 : 28 | Serbien | Eyüp Stadyumu, Istanbul Zuschauer: 300 Schiedsrichter: Iñaki Muñoz Martín (Spanien) |
| 12. April 2025 14:00 TRT | (7:21) Bericht |         |         | Eyüp Stadyumu, Istanbul Zuschauer: 300 Schiedsrichter: Iñaki Muñoz Martín (Spanien) |

| 18. April 2025 18:00 OESZ | Bulgarien      | 18 : 17 | Moldau | Wassil-Lewski-Nationalstadion, Sofia Zuschauer: 2000 Schiedsrichter: Francisco Serra (Portugal) |
| 18. April 2025 18:00 OESZ | (13:0) Bericht |         |        | Wassil-Lewski-Nationalstadion, Sofia Zuschauer: 2000 Schiedsrichter: Francisco Serra (Portugal) |

| 10. Mai 2025 14:00 MESZ | Serbien         | 44 : 28 | Bulgarien | Stadion Kralj Petar Prvi, Belgrad Zuschauer: 700 Schiedsrichter: Joshua Jahn (Deutschland) |
| 10. Mai 2025 14:00 MESZ | (18:16) Bericht |         |           | Stadion Kralj Petar Prvi, Belgrad Zuschauer: 700 Schiedsrichter: Joshua Jahn (Deutschland) |

### Gruppe D
|    | Land    | Spiele | Siege | Unent. | Ndlg. | Spiel- punkte | Diff. | Bonus- punkte | Tabellen- punkte |
| -- | ------- | ------ | ----- | ------ | ----- | ------------- | ----- | ------------- | ---------------- |
| 1. | Malta   | 3      | 2     | 0      | 1     | 68:40         | + 28  | 2             | 10               |
| 2. | Andorra | 3      | 2     | 0      | 1     | 62:57         | + 5   | 1             | 9                |
| 3. | Israel  | 2      | 1     | 0      | 1     | 44:46         | − 2   | 1             | 5                |
| 4. | Zypern  | 2      | 0     | 0      | 2     | 40:71         | − 31  | 0             | 0                |

| 5. Oktober 2024 14:00 MESZ | Malta          | 43 : 21 | Zypern | Hibernians Football Ground, Paola Zuschauer: 1000 Schiedsrichter: Diogo Inacio (Portugal) |
| 5. Oktober 2024 14:00 MESZ | (24:0) Bericht |         |        | Hibernians Football Ground, Paola Zuschauer: 1000 Schiedsrichter: Diogo Inacio (Portugal) |

| 30. November 2024 17:00 MEZ | Andorra        | 3 : 10 | Malta | Estadi Nacional, Andorra la Vella Zuschauer: 800 Schiedsrichter: Anatolie Tipa (Moldau) |
| 30. November 2024 17:00 MEZ | (3:10) Bericht |        |       | Estadi Nacional, Andorra la Vella Zuschauer: 800 Schiedsrichter: Anatolie Tipa (Moldau) |

| 1. Februar 2025 16:00 MEZ | Andorra        | 31 : 28 | Israel | Estadi Nacional, Andorra la Vella Schiedsrichter: Liam Wright (Niederlande) |
| 1. Februar 2025 16:00 MEZ | (24:7) Bericht |         |        | Estadi Nacional, Andorra la Vella Schiedsrichter: Liam Wright (Niederlande) |

| 5. April 2025 14:00 OESZ | Zypern          | 19 : 28 | Andorra | Tsirio-Stadion, Limassol Zuschauer: 500 Schiedsrichter: Dominik Jastrzebski (Polen) |
| 5. April 2025 14:00 OESZ | (12:22) Bericht |         |         | Tsirio-Stadion, Limassol Zuschauer: 500 Schiedsrichter: Dominik Jastrzebski (Polen) |

| 5. April 2025 14:30 MESZ | Malta         | 15 : 16 | Israel | Hibernians Football Ground, Paola Zuschauer: 550 Schiedsrichter: Alfonso Mirat Serván (Spanien) |
| 5. April 2025 14:30 MESZ | (0:6) Bericht |         |        | Hibernians Football Ground, Paola Zuschauer: 550 Schiedsrichter: Alfonso Mirat Serván (Spanien) |

| 26. April 2025 14:00 OESZ | Israel | abgesagt | Zypern | Zypern |
| 26. April 2025 14:00 OESZ |        |          |        | Zypern |

### Gruppe E
|    | Land                    | Spiele | Siege | Unent. | Ndlg. | Spiel- punkte | Diff. | Bonus- punkte | Tabellen- punkte |
| -- | ----------------------- | ------ | ----- | ------ | ----- | ------------- | ----- | ------------- | ---------------- |
| 1. | Slowenien               | 3      | 3     | 0      | 0     | 147:53        | + 94  | 1             | 13               |
| 2. | Bosnien und Herzegowina | 3      | 2     | 0      | 1     | 128:64        | + 64  | 1             | 9                |
| 3. | Montenegro              | 3      | 1     | 0      | 2     | 97:79         | + 18  | 1             | 5                |
| 4. | Kosovo                  | 3      | 0     | 0      | 3     | 30:206        | − 176 | 0             | 0                |

| 29. September 2024 13:00 MESZ | Kosovo         | 10 : 55 | Montenegro | Stadiumi Demush Mavraj, Istog Zuschauer: 100 Schiedsrichter: Vadims Galajevs (Lettland) |
| 29. September 2024 13:00 MESZ | (5:38) Bericht |         |            | Stadiumi Demush Mavraj, Istog Zuschauer: 100 Schiedsrichter: Vadims Galajevs (Lettland) |

| 5. Oktober 2024 13:00 MESZ | Montenegro     | 30 : 20 | Bosnien und Herzegowina | Stadion Kamberovića polje, Zenica Zuschauer: 100 Schiedsrichter: Ivan Zelić (Kroatien) |
| 5. Oktober 2024 13:00 MESZ | (15:5) Bericht |         |                         | Stadion Kamberovića polje, Zenica Zuschauer: 100 Schiedsrichter: Ivan Zelić (Kroatien) |

| 12. Oktober 2024 13:45 MESZ | Slowenien      | 74 : 10 | Kosovo | Stadion Oval, Ljubljana Zuschauer: 100 Schiedsrichter: Samuel Grando (Schweiz) |
| 12. Oktober 2024 13:45 MESZ | (36:3) Bericht |         |        | Stadion Oval, Ljubljana Zuschauer: 100 Schiedsrichter: Samuel Grando (Schweiz) |

| 5. April 2025 14:00 MESZ | Bosnien und Herzegowina | 77 : 0 | Kosovo | Kamberovića Polje, Zenica Zuschauer: 200 Schiedsrichter: Sébastien Diuritch (Schweiz) |
| 5. April 2025 14:00 MESZ | (27:0) Bericht          |        |        | Kamberovića Polje, Zenica Zuschauer: 200 Schiedsrichter: Sébastien Diuritch (Schweiz) |

| 19. April 2025 12:00 MESZ | Montenegro      | 22 : 39 | Slowenien | Stadion Oval, Ljubljana Zuschauer: 200 Schiedsrichter: Borys Bovsunovskyi (Ukraine) |
| 19. April 2025 12:00 MESZ | (15:29) Bericht |         |           | Stadion Oval, Ljubljana Zuschauer: 200 Schiedsrichter: Borys Bovsunovskyi (Ukraine) |

| 26. April 2025 13:45 MESZ | Slowenien      | 34 : 21 | Bosnien und Herzegowina | Stadion Oval, Ljubljana Zuschauer: 150 Schiedsrichter: Valeriu Chipercean (Moldau) |
| 26. April 2025 13:45 MESZ | (25:0) Bericht |         |                         | Stadion Oval, Ljubljana Zuschauer: 150 Schiedsrichter: Valeriu Chipercean (Moldau) |

## Aufstiegs-Play-off in die Trophy
| 25. Mai 2025 15:00 MESZ | Dänemark | v | Moldau | CSR-Nanok Rugby Klub, Kopenhagen |
| 25. Mai 2025 15:00 MESZ |          |   |        | CSR-Nanok Rugby Klub, Kopenhagen |

## Fernsehübertragung
In Deutschland erwarb Seven.One Entertainment Group die Übertragungsrechte an den deutschen Spielen in der Rugby Europe Championship 2024/25. Alle weiteren Spiele der Rugby Europe Championship wurden auf der Website ran.de und Joyn ausgestrahlt.